# Императорское российское общество садоводства
Императорское российское общество садоводства (ИРОС) — общественная организация, существовавшая в Российской империи.

## История
Идея организации садов в Санкт-Петербурге, Москве и других городах Российской империи принадлежала Петру I. Дальнейшее развитие садоводство получило во время царствования Екатерины II, в этот период оно стало носить государственный характер.
В первой половине XIX века действовало Российское общество любителей садоводства, не имевшее статуса императорского. Президентом общества являлся князь С. И. Гагарин.
Летом 1857 года в Санкт-Петербурге состоялось совещание, которое предшествовало образованию общества садоводства. Руководство страны понимало важность деятельности такого общества и постановило оказывать ему поддержку, а Великий князь Николай Николаевич принял решение взять общество под своё покровительство. 25 марта 1858 года Устав общества получил высочайшее утверждение и эта дата считается официальным началом деятельности Российского императорского общества садоводства.

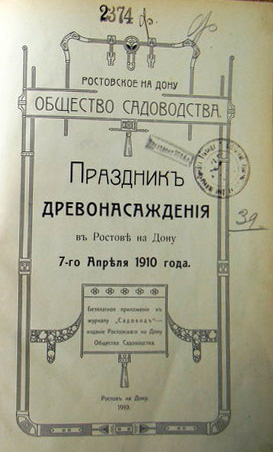
Номер журнала «Садовод» за 1910 год, Ростов-на-Дону

Первым президентом общества садоводства был Н. И. Железнов. Президентом общества в 1894—1914 годах был С. И. Сперанский. Под его руководством общество провело более 80 выставок цветов и организовало 50 садовых питомников, что способствовало развитию садоводства в разных регионах Российской империи, где создавались как самостоятельные общества садоводства, так и его отделы. Была организована библиотека общества, комиссия для работы на выставках, разработаны правила организации кассы общества и распределения премий. Весной 1900 года при обществе садоводства была образована комиссия для выработки правил организации народных праздников древонасаждения по всей России, и общество брало на себя субсидирование таких праздников. Издавались периодические печатные издания, как в Санкт-Петербурге — «Вѣстникъ Россійскаго Общества Садоводства въ С.-Петербургѣ» (с 1870 года — «Вѣстникъ, Императорскаго Россійскаго Общества Садоводства»), так и в других российских городах.
В 1892 году, в период президентства М. Н. Раевского, из состава общества садоводства выделилось «Российское общество плодоводства» (в 1895 году оно получило статус императорского). В 1918 году работа Императорского российского общества садоводства была приостановлена.

### Выставки
Весной 1858 года ИРОС провело в Санкт-Петербурге первую выставку, разместившуюся в экзерциргаузе Гвардейского штаба на Миллионной улице. Художественное оформление экспозиции было выполнено по эскизам петербургских архитекторов Г. А. Боссе и А. Х. Пеля. В этом же помещении прошли выставки 1859, 1860, 1861 и 1862 годов. Начиная с 1865 года выставки стали проводиться в помещении Михайловского манежа, находившееся в ведении военного ведомства. Последняя выставка Императорского российского общества садоводства состоялась в мае 1914 года, проходила под покровительством Николая II и располагалась в недостроенном здании ИРОС и в Таврическом саду.
Императорское российское общество садоводства проводило в Санкт-Петербурге и международные выставки, первая из которых состоялась в 1869 году. На открытии выставки присутствовали Александр II, члены императорской семьи и главы дипломатического корпуса. Эта выставка считается первой международной выставкой, проведённой в России.

Павильон бразильской экспозиции на выставке ИРОС (1884 год)

Экспозиция международной выставки садоводства 1884 года оказалась очень большой и не смогла разместиться в Михайловском манеже, поэтому рядом с манежем были построены теплица, особый павильон бразильского кофе и сад, разбитый под открытым небом. Для оформления экспозиции впервые были приглашены иностранцы, работавшие в России — архитектор Буш и скульптор Ботта.
Выставка кофе Бразильской империи была нацелена на популяризацию кофепития в России и, соответственно, на завоевание российского рынка этим новым продуктом. Официальным организатором экспозиции стало Бразильское общество сельского хозяйства и торговли. Эта выставка имела большой резонанс в русском обществе. Её посетил император Александр III, в сопровождении императрицы Марии Фёдоровны и цесаревича Николая Александровича, наградивший главу бразильской делегации Жозе Мария да Силва Параньоса орденом Святого Станислава II степени.

### Награды

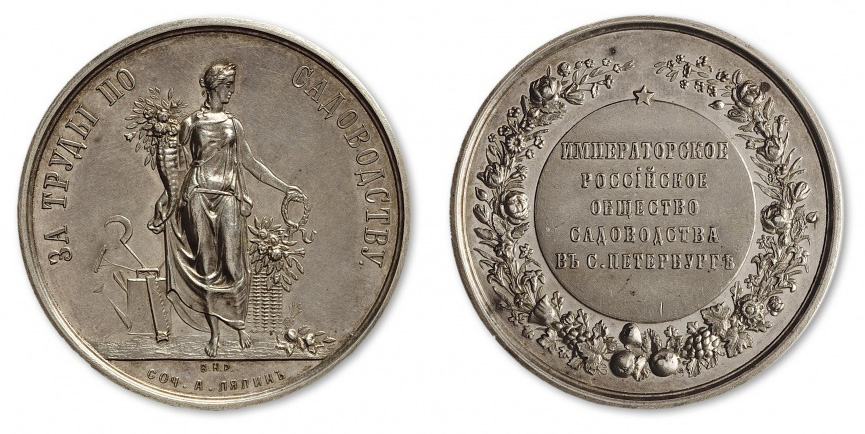
Серебряная медаль ИРОС Петербурга

В Санкт-Петербурге выпускались медали Императорского российского общества садоводства — «За труды по садоводству» — трёх типов: бронзовая (диаметром 53 мм), серебряная (диаметром 88 мм) и золотая (диаметром 34 мм).
Для экспонентов Международной выставки садоводства в Санкт-Петербурге, состоявшейся в 1884 году, была выпущена специальная бронзовая медаль.